# Podborsko (stacja kolejowa)
Podborsko – stacja kolejowa w Podborsku, w województwie zachodniopomorskim, w powiecie białogardzkim, w gminie Tychowo. Według klasyfikacji PKP ma kategorię dworca lokalnego. Stacja położona w lesie, 8 km na zachód od Tychowa, po północnej stronie drogi wojewódzkiej nr 169 z Tychowa do Byszyna. Przez stację przebiega jednotorowa zelektryfikowana linia kolejowa Szczecinek – Białogard – Kołobrzeg. Zachowały się tu mechaniczne urządzenia sterowania ruchem kolejowym – m.in. semafory kształtowe (stan na lipiec 2023).

## Ruch pasażerski
| Rok  | Wymiana pasażerska na dobę |
| ---- | -------------------------- |
| 2017 | 10-19                      |
| 2022 | 10-19                      |

## Pomnik

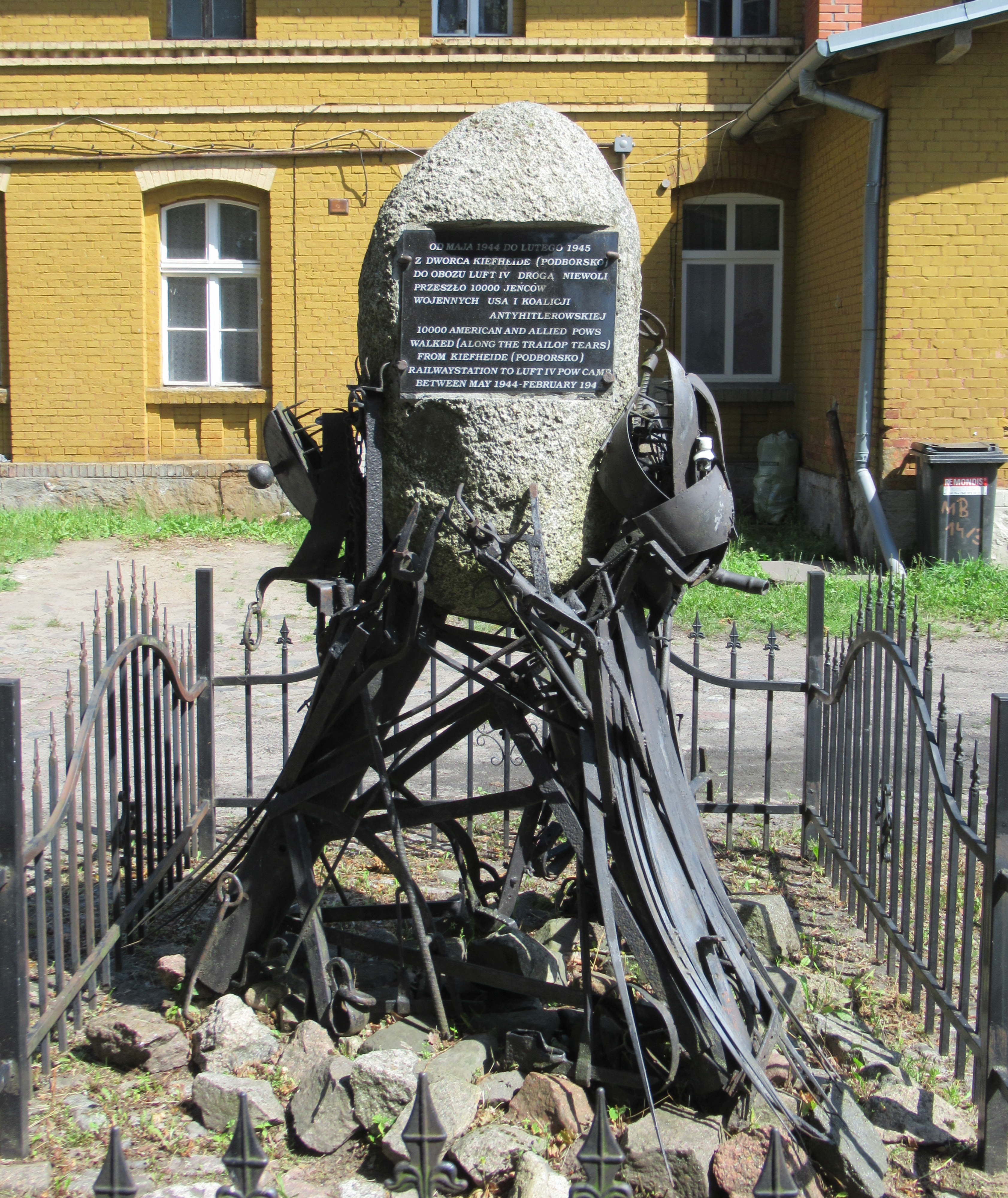
Pomnik przed budynkiem stacji

Na placu przed stacją kolejową znajduje się pomnik poświęcony brytyjskim i amerykańskim jeńcom wojennym. Na głazie wspartym na kilkunastu stylizowanych ręcznych narzędziach rolniczych tablica pamiątkowa (w językach polskim i angielskim): Od maja 1944 do lutego 1945 z dworca Kiefheide (Podborsko) do obozu Luft IV drogą niewoli przeszło 10000 jeńców wojennych USA i koalicji antyhitlerowskiej.
W budynku stacyjnym planowana jest izba pamięci ofiar obozu jenieckiego Stalag Luft IV Groß Tychow – obozu jenieckiego zestrzelonych lotników alianckich Stalag Luft IV Gross Tychow, założonego w kwietniu 1944 przez Niemców, około 3 km na północny wschód w głąb lasu, pomiędzy Podborskiem a Modrolasem. Od maja 1944 do lutego 1945 na stacji odbywały wyładunki transportów jeńców wojennych.